# My Lives
My Lives je box set kompilacija demo posnetkov, B-strani, živih posnetkov, neobjavljenih posnetkov ameriškega kantavtorja Billyja Joela, ki je izšel 22. novembra 2005. Ime albuma izhaja iz naslova Joelove skladbe »My Life«. 
Set vsebuje številne posnetke, ki niso bili prej nikoli izdani, vključujoč posnetke skupin The Lost Souls, The Hassles in Attila, katerih član je bil Joel.
Slika na ovitku albuma je delo Joelove hčerke Alexe Ray Joel, ki je sliko ustvarila v starosti 7 let.
My Lives je Joelov 20. album, ki se je uvrstil na lestvico Billboard 200, kjer je decembra 2005 dosegel 171. mesto.

## Seznam skladb
My Lives vsebuje 4 zgoščenke in DVD. Vse skladbe je napisal Billy Joel, razen kjer je posebej napisano.

### Disk 1
1. »My Journey's End« - The Lost Souls (neizdana demo verzija) - 2:07
2. »Time and Time Again« – The Lost Souls (neizdana demo verzija) - 2:00
3. »Every Step I Take (Every Move I Make)« - The Hassles (albumska verzija) (William Joel, T. Michaels, V. Gorman) - 2:28
4. »You've Got Me Hummin'« - The Hassles (albumska verzija) (Isaac Hayes, David Porter) - 2:28
5. »Amplifier Fire (Part 1)« – Attila (Joel, Jonathan Small) - 3:06
6. »Only a Man« (neizdana demo verzija) - 3:16
7. »She's Got a Way« (albumska verzija) - 2:56
8. »Oyster Bay« (neizdana demo verzija) - 3:44
9. »Piano Man« (neizdana demo verzija) - 2:52
10. »The Siegfried Line« (neizdana demo verzija) - 2:35
11. »New Mexico« (neizdana demo verzija) (kasneje izšla kot »Worse Comes to Worst«) - 2:37
12. »Cross to Bear« (neizdana demo verzija) - 4:20
13. »Miami 2017« (neizdana demo verzija) - 4:50
14. »These Rhinestone Days« (neizdana demo verzija) (kasneje izšla kot »I've Loved These Days«) - 3:00
15. »Everybody Has a Dream« (albumska verzija) - 4:36
16. »Only the Good Die Young« (neizdana alternativna verzija) - 3:39
17. »Until the Night« (albumska verzija) - 6:38
18. »Zanzibar« (albumska verzija) - 6:47
19. »It's Still Rock & Roll to Me« (albumska verzija) - 2:58

### Disk 2
1. »Captain Jack« (v živo, neizdana verzija) - 7:22
2. »The End of the World« (neizdana demo verzija) (kasneje izšla kot »Elvis Presley Blvd.«) - 3:22
3. »The Prime of Your Life« (neizdana demo verzija) (kasneje izšla kot »The Longest Time«) - 3:43
4. »She's Right on Time« (albumska verzija) - 4:14
5. »Elvis Presley Blvd.« (B-stran singla »Allentown«) - 3:15
6. »Nobody Knows But Me« (s kompilacije In Harmony II) - 2:55
7. »An Innocent Man« (albumska verzija) - 5:19
8. »Christie Lee« (neizdana demo verzija) - 4:02
9. »Easy Money« (albumska verzija) - 4:06
10. »And So It Goes« (neizdana demo verzija) - 3:14
11. »I'll Cry Instead« (v živo, B-stran singla »An Innocent Man«) (John Lennon, Paul McCartney) - 2:25
12. »Keeping the Faith« (12" remix) - 4:54
13. »Modern Woman« (albumska verzija) - 3:51
14. »Baby Grand« (duet z Rayjem Charlesom) (albumska verzija) - 4:05
15. »Getting Closer« (duet s Stevom Winwoodom) (neizdana alternativna verzija) - 5:39
16. »House of Blue Light« (B-stran singla »We Didn't Start the Fire«) - 4:45
17. »Money or Love« (neizdana demo verzija) - 4:02
18. »The Times They Are A-Changin'« (v živo, albumska verzija) (Bob Dylan) - 2:54

### Disk 3
1. »The Downeaster 'Alexa'« (albumska verzija) - 3:45
2. »I Go to Extremes« (v živo) - 4:53
3. »Shout« (v živo) (O'Kelly Isley, Ronald Isley, Rudolph Isley) - 5:50
4. »All Shook Up« (Honeymoon in Vegas soundtrack) (Otis Blackwell, Elvis Presley) - 2:09
5. »Heartbreak Hotel« (Honeymoon in Vegas soundtrack) (Mae Boren Axton, Tommy Durden, Elvis Presley) - 3:21
6. »When You Wish Upon a Star« (Simply Mad About the Mouse: A Musical Celebration of Imagination soundtrack) (Leigh Harline, Ned Washington) - 3:42
7. »In a Sentimental Mood« (soundtrack) (Duke Ellington, Manny Kurtz, Irving Mills) - 4:02
8. »Motorcycle Song« (neizdana demo verzija)  (kasneje izšla kot »All About Soul«) - 4:19
9. »You Picked a Real Bad Time« (B-stran) - 4:56
10. »The River of Dreams« (neizdana alternativna verzija) - 5:49
11. »A Hard Day's Night« (v živo) (Lennon, McCartney) - 2:47
12. »Light as the Breeze« (albumska verzija) (Leonard Cohen) - 6:14
13. »To Make You Feel My Love« (albumska verzija) (Dylan) - 3:52
14. »Hey Girl« (Album version) (Gerry Goffin, Carole King) - 3:57
15. »Why Should I Worry« (Oliver & Company soundtrack) (Dan Hartman, Charlie Midnight) - 3:33
16. »Where Were You (On Our Wedding Day?)« (Soundtrack) (Harold Logan, John Patton, Lloyd Price) - 1:58
17. »Highway 61 Revisited« (neizdana demo verzija) (Dylan) - 5:11

### Disk 4
1. »Movin' Out (Anthony's Song)« (v živo) - 3:44
2. »You May Be Right« (duet z Eltonom Johnom) (v živo, neizdana verzija) - 4:50
3. »Big Shot« (v živo) - 4:45
4. »Don't Worry Baby« (v živo) (Roger Christian, Brian Wilson) - 3:27
5. »Goodnight Saigon« – Vietnam Veterans Version (v živo) - 6:30
6. »Los Angelenos« (v živo, 1980) - 3:54
7. »New York State of Mind« (v živo) - 6:01
8. »Opus 1. Soliloquy (On a Separation)« - 11:22
9. »Opus 8. Suite For Piano (Star-Crossed) I. Innamorato« - 7:46
10. »Opus 8. Suite For Piano (Star-Crossed) II. Sorbetto« - 1:31
11. »Opus 8. Suite For Piano (Star-Crossed) III. Delusion« - 3:35
12. »Elegy: The Great Peconic« - 6:51
13. »Glass Houses Promo Talk« - 9:00

### Disk 5 (DVD)
Live from the River of Dreams Tour:
1. »No Man's Land«
2. »Pressure«
3. »The Ballad of Billy the Kid«
4. »Leningrad«
5. »Allentown«
6. »My Life«
7. »I Go to Extremes«
8. »Shades of Grey«
9. »The River of Dreams«
10. »Goodnight Saigon«
11. »We Didn't Start the Fire«
12. »A Hard Day's Night«
13. »Big Shot«
14. »Piano Man«
15. »I Go to Extremes« - »Umixit«
16. »Zanzibar« - »Umixit«